# Erythroxylum
Erythroxylum är ett släkte av tvåhjärtbladiga växter. Erythroxylum ingår i familjen Erythroxylaceae.

## Bildgalleri

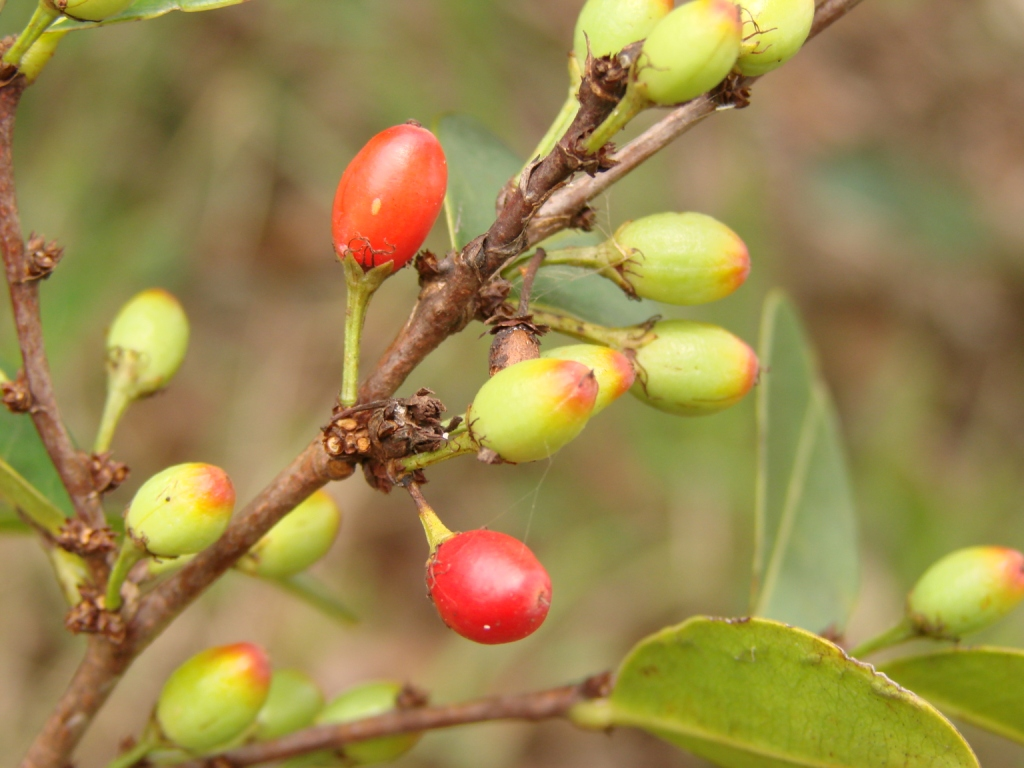
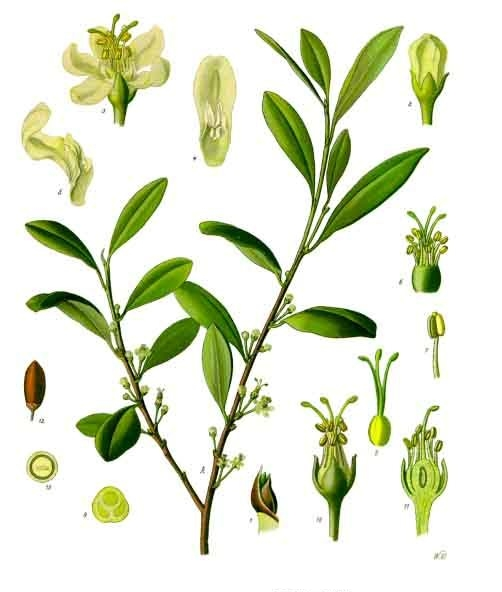
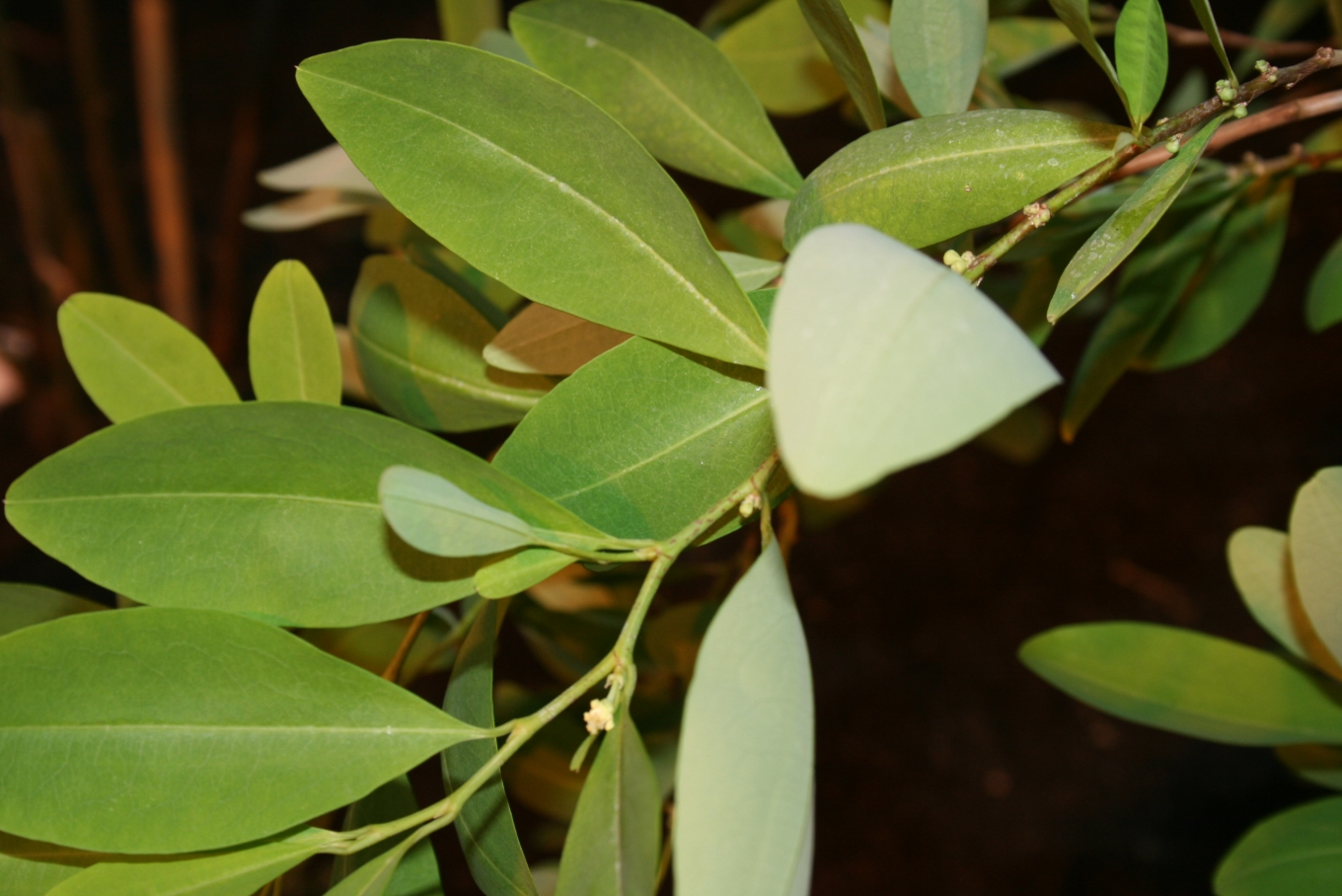
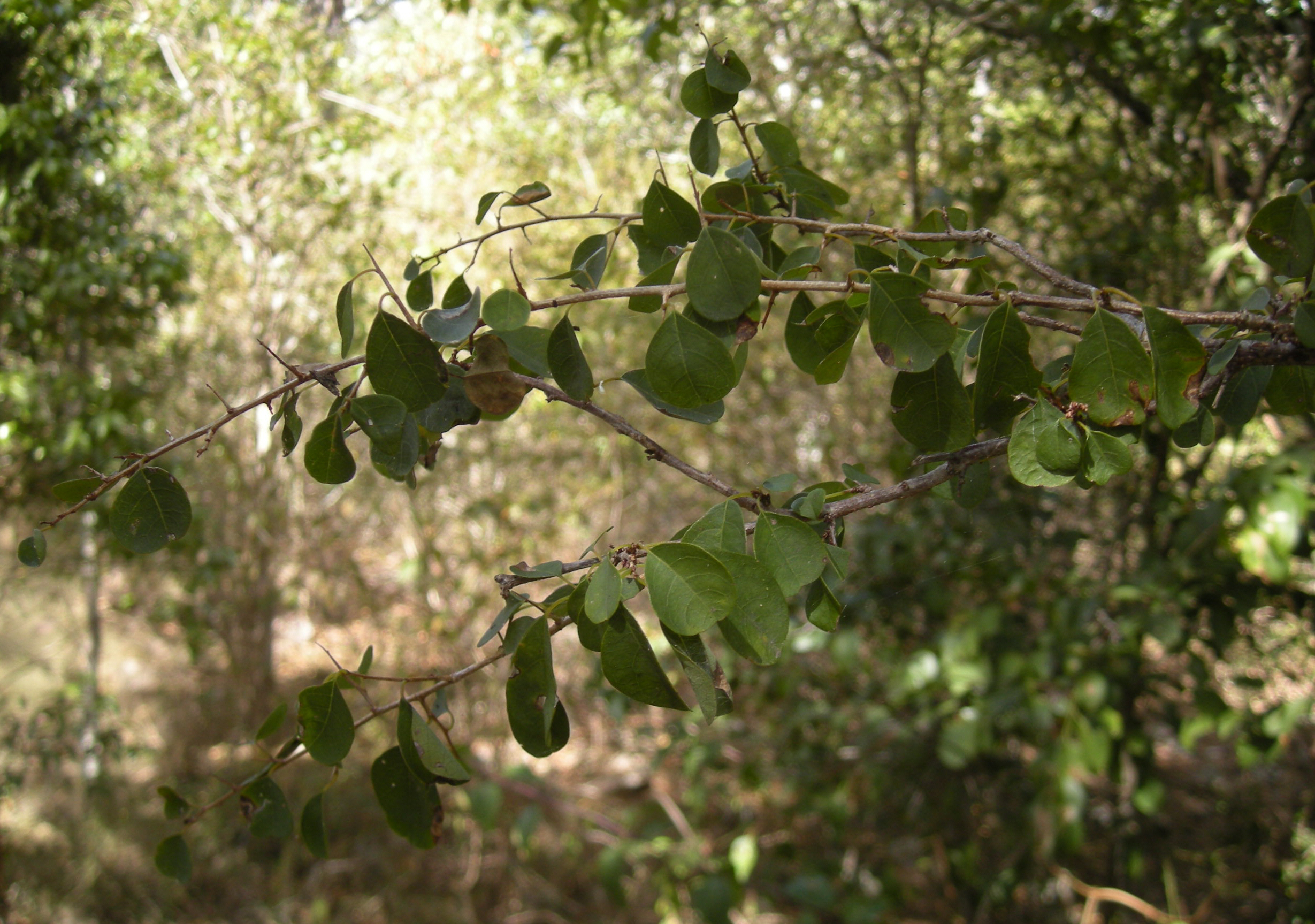
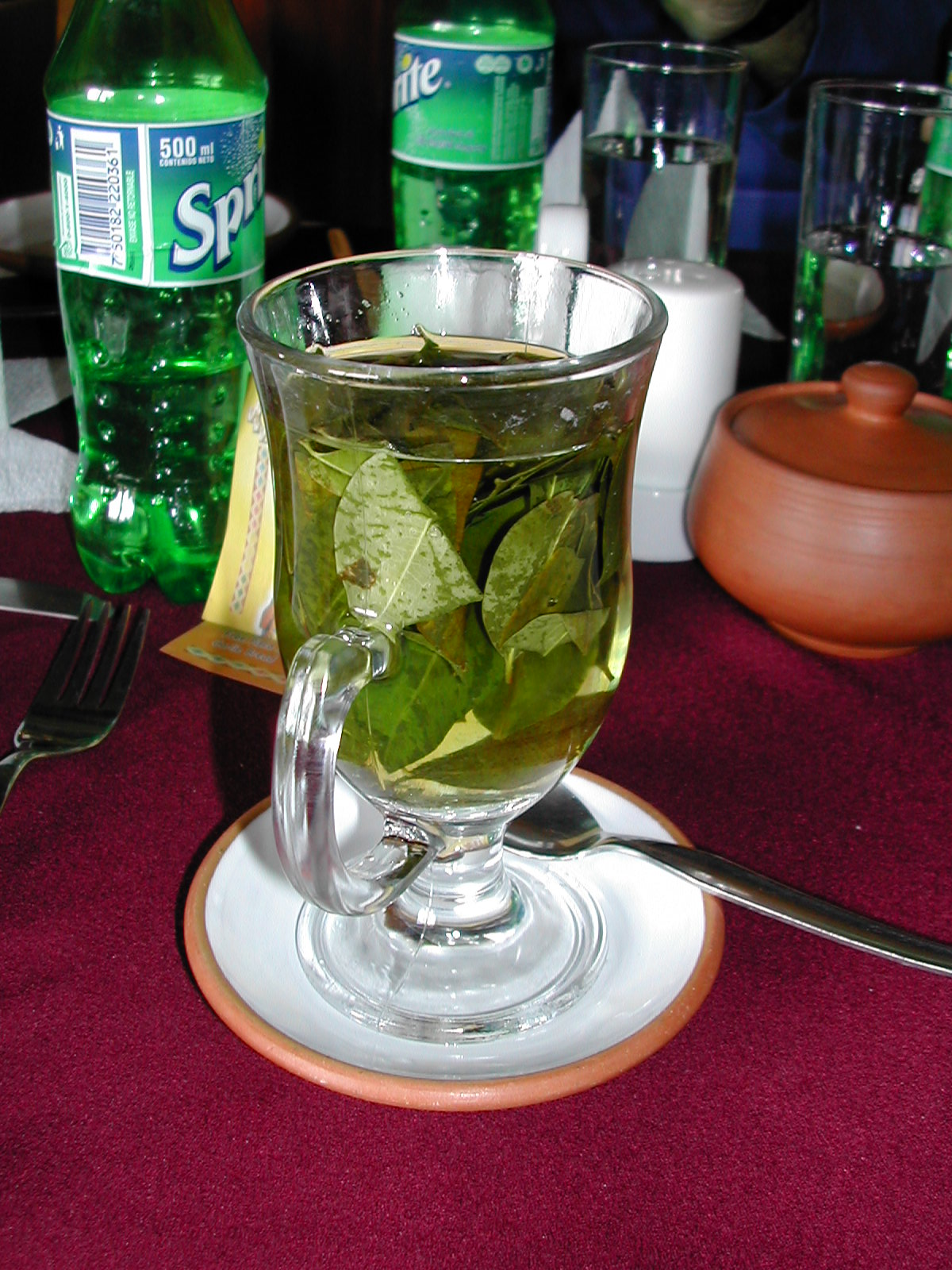
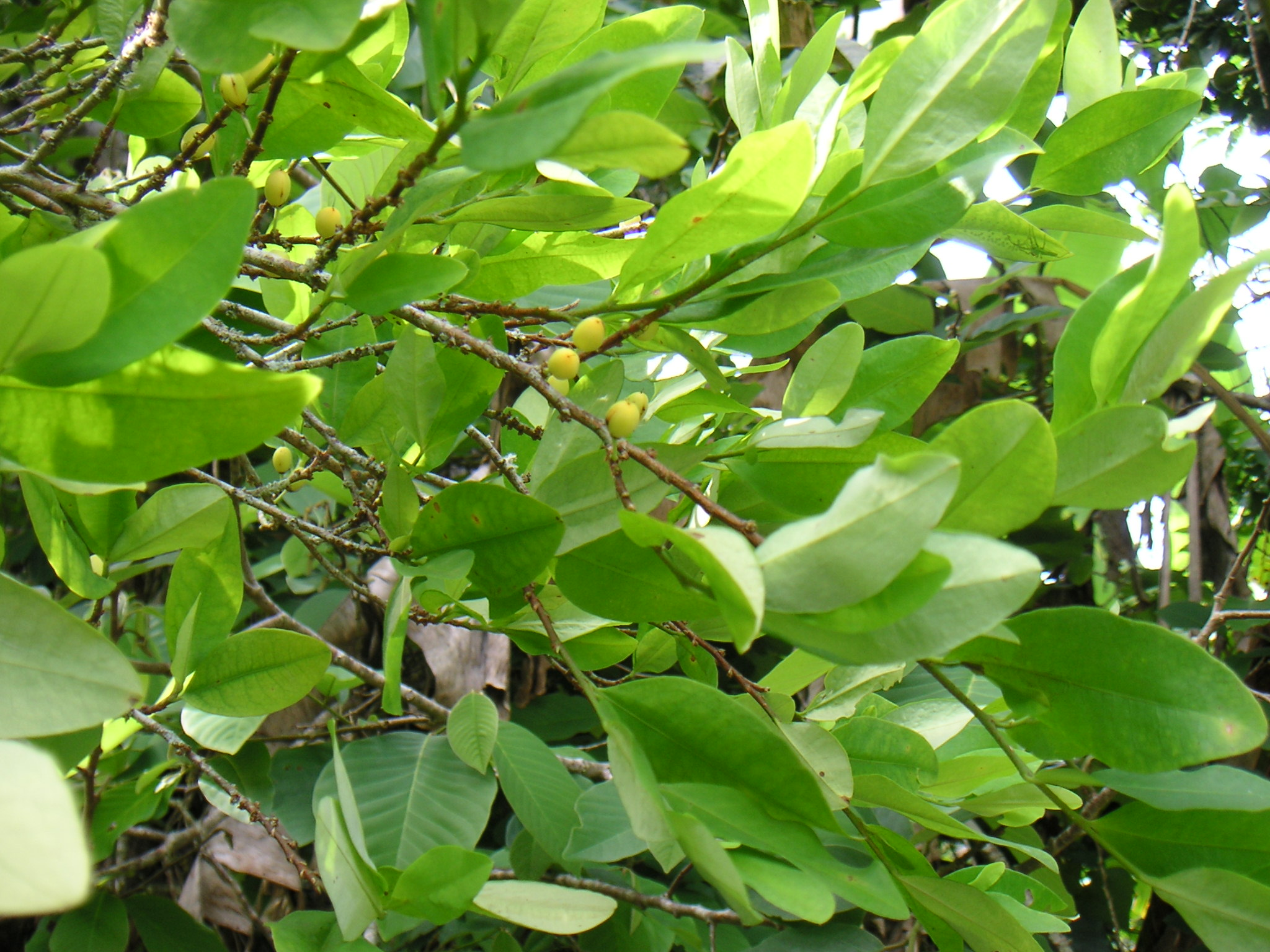
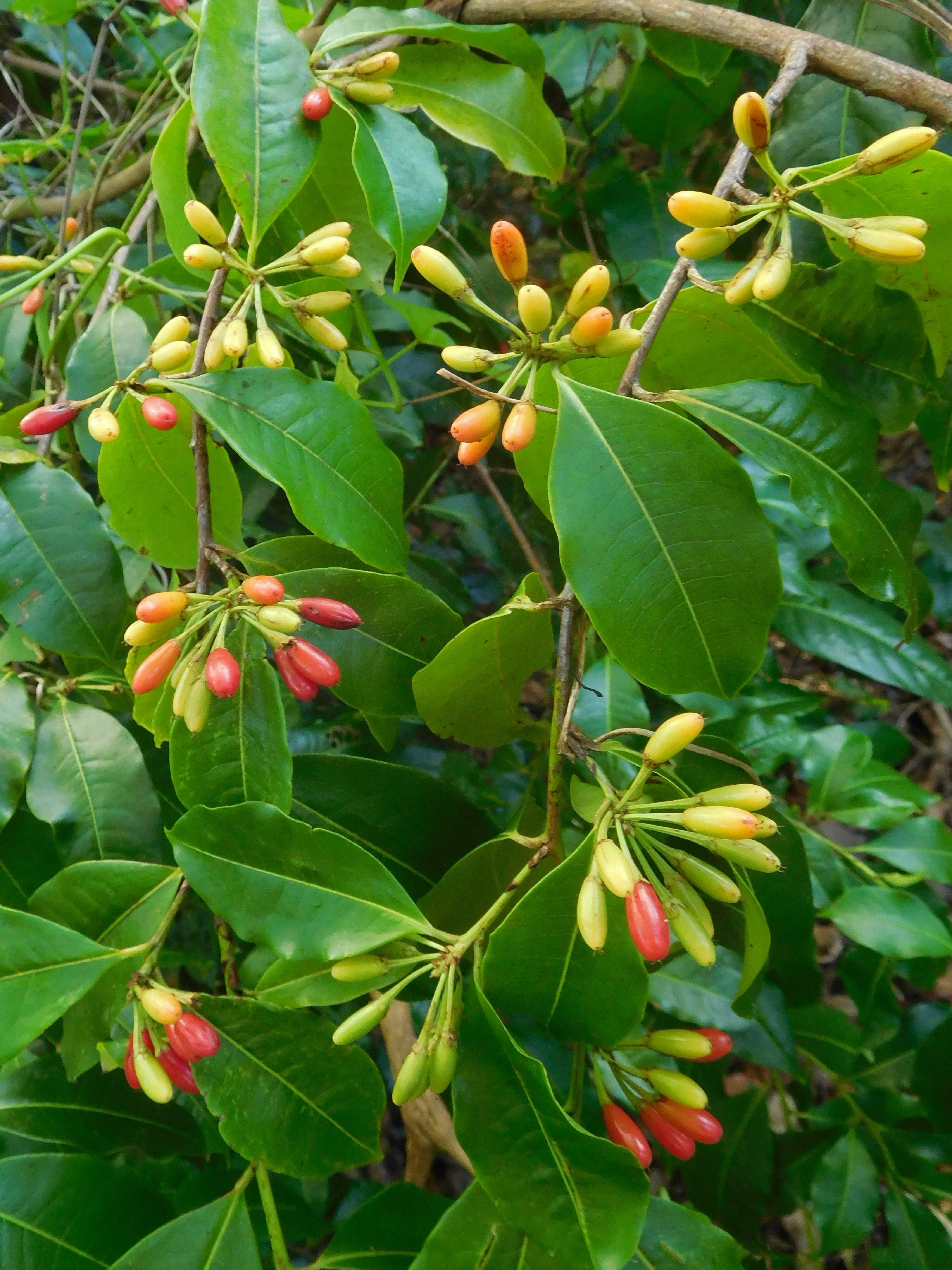
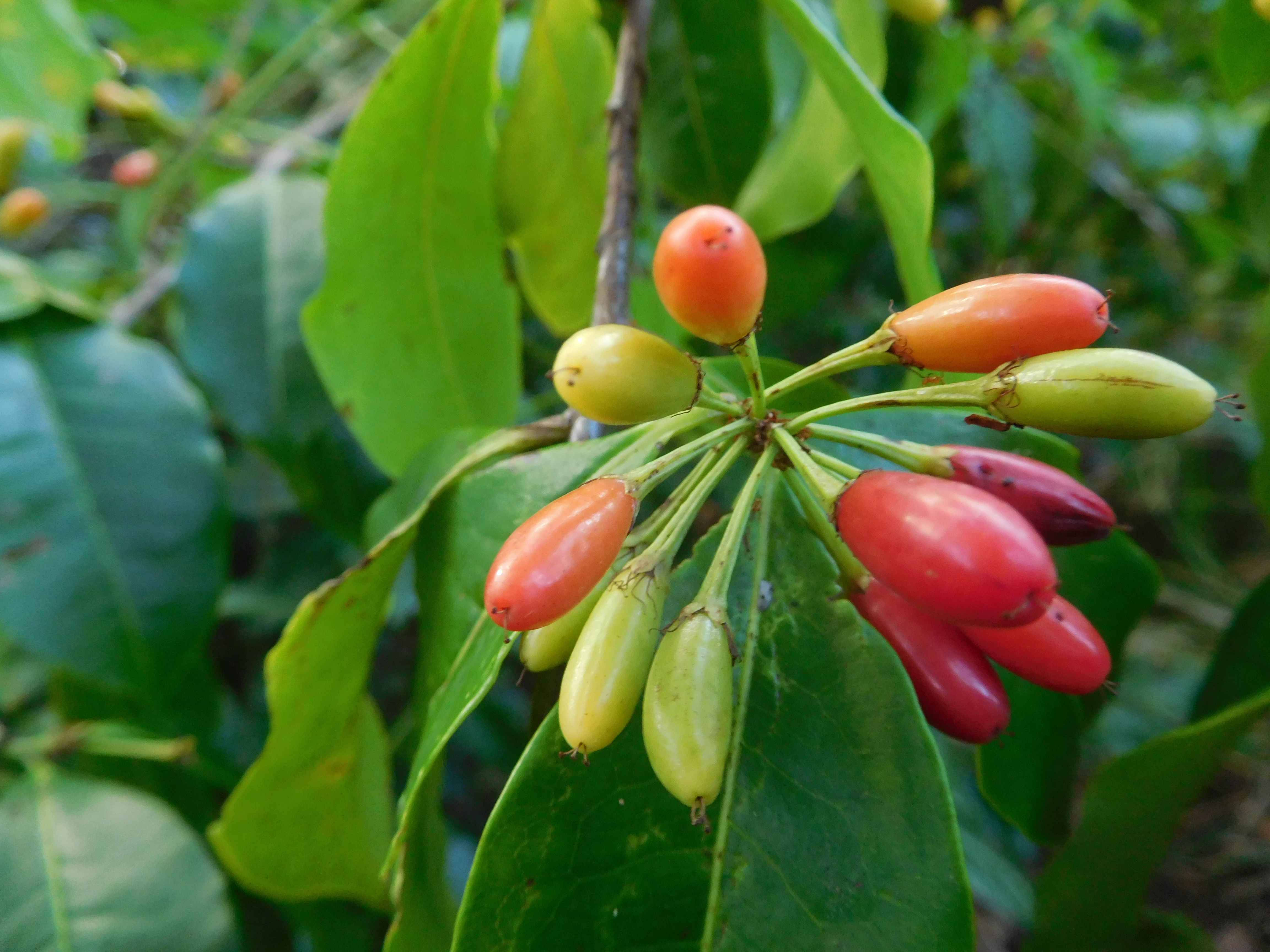

## Dottertaxa tillErythroxylum, i alfabetisk ordning[1]
- Erythroxylum acrobeles
- Erythroxylum acuminatum
- Erythroxylum acutum
- Erythroxylum affine
- Erythroxylum alaternifolium
- Erythroxylum amazonicum
- Erythroxylum ambiguum
- Erythroxylum amplifolium
- Erythroxylum amplum
- Erythroxylum anceps
- Erythroxylum andrei
- Erythroxylum anguifugum
- Erythroxylum annamense
- Erythroxylum areolatum
- Erythroxylum argentinum
- Erythroxylum armatum
- Erythroxylum arrojadoi
- Erythroxylum australe
- Erythroxylum ayrtonianum
- Erythroxylum banaoense
- Erythroxylum bangii
- Erythroxylum baracoense
- Erythroxylum barbatum
- Erythroxylum bequaertii
- Erythroxylum betulaceum
- Erythroxylum bezerrae
- Erythroxylum bicolor
- Erythroxylum boinense
- Erythroxylum boivinianum
- Erythroxylum bradeanum
- Erythroxylum brennae
- Erythroxylum buxifolium
- Erythroxylum buxus
- Erythroxylum caatingae
- Erythroxylum cambodianum
- Erythroxylum campestre
- Erythroxylum campinense
- Erythroxylum capitatum
- Erythroxylum cassinoides
- Erythroxylum cataractarum
- Erythroxylum catharinense
- Erythroxylum cincinnatum
- Erythroxylum citrifolium
- Erythroxylum clarense
- Erythroxylum coca
- Erythroxylum coelophlebium
- Erythroxylum columbinum
- Erythroxylum compressum
- Erythroxylum confusum
- Erythroxylum cordato-ovatum
- Erythroxylum coriaceum
- Erythroxylum corymbosum
- Erythroxylum couveleense
- Erythroxylum cryptanthum
- Erythroxylum cumanense
- Erythroxylum cuneatum
- Erythroxylum cuneifolium
- Erythroxylum cuspidifolium
- Erythroxylum cyclophyllum
- Erythroxylum daphnites
- Erythroxylum davidii
- Erythroxylum deciduum
- Erythroxylum dekindtii
- Erythroxylum delagoense
- Erythroxylum densum
- Erythroxylum dillonii
- Erythroxylum discolor
- Erythroxylum distortum
- Erythroxylum divaricatum
- Erythroxylum domingense
- Erythroxylum dumosum
- Erythroxylum ecarinatum
- Erythroxylum echinodendron
- Erythroxylum elegans
- Erythroxylum ellipticum
- Erythroxylum emarginatum
- Erythroxylum engleri
- Erythroxylum ferrugineum
- Erythroxylum fimbriatum
- Erythroxylum firmum
- Erythroxylum fischeri
- Erythroxylum flaccidum
- Erythroxylum flavicans
- Erythroxylum foetidum
- Erythroxylum frangulifolium
- Erythroxylum gaudichaudii
- Erythroxylum gentryi
- Erythroxylum gerrardii
- Erythroxylum glaucum
- Erythroxylum glaziovii
- Erythroxylum gonocladum
- Erythroxylum gracile
- Erythroxylum gracilipes
- Erythroxylum grandifolium
- Erythroxylum grisebachii
- Erythroxylum guanchezii
- Erythroxylum guatemalense
- Erythroxylum hamigerum
- Erythroxylum haughtii
- Erythroxylum havanense
- Erythroxylum hondense
- Erythroxylum horridum
- Erythroxylum hypericifolium
- Erythroxylum hypoleucum
- Erythroxylum impressum
- Erythroxylum incrassatum
- Erythroxylum jaimei
- Erythroxylum jamaicense
- Erythroxylum kapplerianum
- Erythroxylum kochummenii
- Erythroxylum kunthianum
- Erythroxylum laetevirens
- Erythroxylum lanceolatum
- Erythroxylum lanceum
- Erythroxylum lancifolium
- Erythroxylum laurifolium
- Erythroxylum leal-costae
- Erythroxylum lenticellosum
- Erythroxylum leptoneurum
- Erythroxylum ligustrinum
- Erythroxylum lindemanii
- Erythroxylum lineolatum
- Erythroxylum lofgrenii
- Erythroxylum longipes
- Erythroxylum longisetulosum
- Erythroxylum loretense
- Erythroxylum lygoides
- Erythroxylum macrocalyx
- Erythroxylum macrocarpum
- Erythroxylum macrochaetum
- Erythroxylum macrophyllum
- Erythroxylum magnoliifolium
- Erythroxylum mamacoca
- Erythroxylum mangorense
- Erythroxylum mannii
- Erythroxylum maracasense
- Erythroxylum martii
- Erythroxylum mattos-silvae
- Erythroxylum membranaceum
- Erythroxylum mexicanum
- Erythroxylum microphyllum
- Erythroxylum mikanii
- Erythroxylum minutifolium
- Erythroxylum mocquerysii
- Erythroxylum mogotense
- Erythroxylum monogynum
- Erythroxylum moonii
- Erythroxylum mucronatum
- Erythroxylum myrsinites
- Erythroxylum nelson-rosae
- Erythroxylum nitidulum
- Erythroxylum nitidum
- Erythroxylum nobile
- Erythroxylum nossibeense
- Erythroxylum novocaledonicum
- Erythroxylum novogranatense
- Erythroxylum nummularia
- Erythroxylum oblanceolatum
- Erythroxylum obtusifolium
- Erythroxylum occultum
- Erythroxylum ochranthum
- Erythroxylum opacum
- Erythroxylum oreophilum
- Erythroxylum orinocense
- Erythroxylum ovalifolium
- Erythroxylum oxycarpum
- Erythroxylum oxypetalum
- Erythroxylum pachyneurum
- Erythroxylum pacificum
- Erythroxylum panamense
- Erythroxylum paraguariense
- Erythroxylum parvistipulatum
- Erythroxylum passerinum
- Erythroxylum patentissimum
- Erythroxylum pauciflorum
- Erythroxylum pauferrense
- Erythroxylum pedicellare
- Erythroxylum pelleterianum
- Erythroxylum pervillei
- Erythroxylum petrae-caballi
- Erythroxylum pictum
- Erythroxylum platycladum
- Erythroxylum plowmanianum
- Erythroxylum plowmanii
- Erythroxylum polygonoides
- Erythroxylum popayanense
- Erythroxylum pruinosum
- Erythroxylum pulchrum
- Erythroxylum pungens
- Erythroxylum pyrifolium
- Erythroxylum raimondii
- Erythroxylum reticulatum
- Erythroxylum retusum
- Erythroxylum revolutum
- Erythroxylum rignyanum
- Erythroxylum rimosum
- Erythroxylum riverae
- Erythroxylum roigii
- Erythroxylum roraimae
- Erythroxylum rosuliferum
- Erythroxylum rotundifolium
- Erythroxylum rufum
- Erythroxylum ruizii
- Erythroxylum ruryi
- Erythroxylum santosii
- Erythroxylum sarawakanum
- Erythroxylum schliebenii
- Erythroxylum schomburgkii
- Erythroxylum schunkei
- Erythroxylum sechellarum
- Erythroxylum seyrigii
- Erythroxylum shatona
- Erythroxylum sideroxyloides
- Erythroxylum simonis
- Erythroxylum sinense
- Erythroxylum skutchii
- Erythroxylum socotranum
- Erythroxylum sphaeranthum
- Erythroxylum splendidum
- Erythroxylum spruceanum
- Erythroxylum squamatum
- Erythroxylum steyermarkii
- Erythroxylum stipulosum
- Erythroxylum striiflorum
- Erythroxylum striolatum
- Erythroxylum strobilaceum
- Erythroxylum suberosum
- Erythroxylum subglaucescens
- Erythroxylum subracemosum
- Erythroxylum subrotundum
- Erythroxylum tenue
- Erythroxylum tianguanum
- Erythroxylum timothei
- Erythroxylum tortuosum
- Erythroxylum tucuruiense
- Erythroxylum ulei
- Erythroxylum umbrosum
- Erythroxylum undulatum
- Erythroxylum urbani
- Erythroxylum vaccinifolium
- Erythroxylum vasquezii
- Erythroxylum venosum
- Erythroxylum vernicosum
- Erythroxylum williamsii
- Erythroxylum xerophilum
- Erythroxylum zambesiacum
- Erythroxylum zeylanicum